# 洛埃阿克
洛埃阿克（法語：Lohéac，法語發音：[lɔeak]）是法国伊勒-维莱讷省的一个市镇，位于该省西南部，属于勒东区。

## 地理
洛埃阿克（47°51'56"N, 1°53'0"W）面积5.11 平方千米，位于法国布列塔尼大區伊勒-维莱讷省，该省份为法国西北部沿海省份，位于布列塔尼半岛东部，北濒大西洋，西接阿摩尔滨海省和莫尔比昂省，南至大西洋卢瓦尔省，西南端接曼恩-卢瓦尔省，东临马耶讷省，东北与芒什省接壤。
与洛埃阿克接壤的市镇（或旧市镇、城区）包括：吉尼昂、略龙、吉普里-梅萨克、瓦勒达纳斯特。

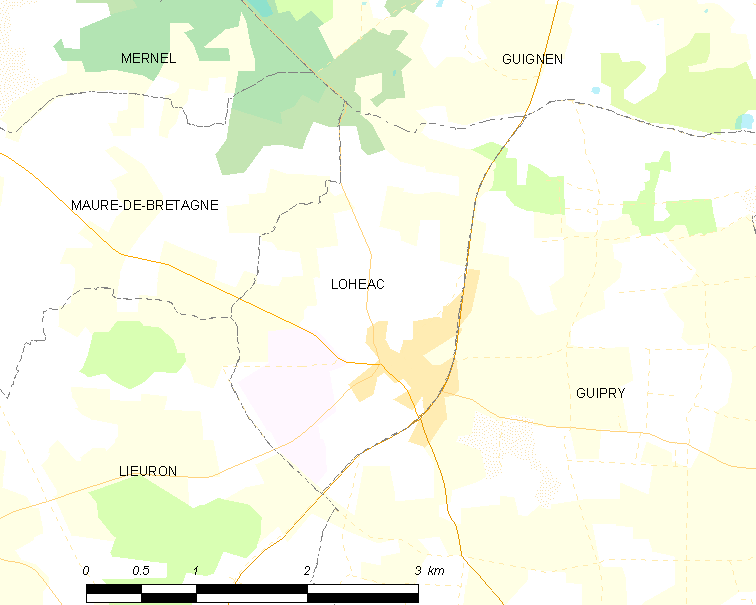
洛埃阿克的OSM定位图

洛埃阿克的时区为UTC+01:00、UTC+02:00（夏令时）。

## 行政
洛埃阿克的邮政编码为35550，INSEE市镇编码为35155。

## 政治
洛埃阿克所属的省级选区为勒东县。

## 人口

1962-2008年间洛埃阿克人口变化图示

洛埃阿克于2022年1月1日时的人口数量为700人。